# Aubréville
Aubréville és un municipi francès situat al departament del Mosa i a la regió del Gran Est. L'any 2007 tenia 397 habitants.

## Demografia

### Població
El 2007 la població de fet d'Aubréville era de 397 persones. Hi havia 160 famílies, de les quals 44 eren unipersonals (20 homes vivint sols i 24 dones vivint soles), 48 parelles sense fills, 56 parelles amb fills i 12 famílies monoparentals amb fills.
La població ha evolucionat segons el següent gràfic:
Habitants censats

### Habitatges
El 2007 hi havia 200 habitatges, 162 eren l'habitatge principal de la família, 19 eren segones residències i 19 estaven desocupats. 194 eren cases i 4 eren apartaments. Dels 162 habitatges principals, 137 estaven ocupats pels seus propietaris, 21 estaven llogats i ocupats pels llogaters i 4 estaven cedits a títol gratuït; 3 tenien dues cambres, 19 en tenien tres, 38 en tenien quatre i 103 en tenien cinc o més. 136 habitatges disposaven pel capbaix d'una plaça de pàrquing. A 76 habitatges hi havia un automòbil i a 73 n'hi havia dos o més.

### Piràmide de població
La piràmide de població per edats i sexe el 2009 era:
| Homes | Edats   | Dones |
| ----- | ------- | ----- |
| 0     | 95 o +  | 0     |
| 0     | 90 a 94 | 0     |
| 0     | 85 a 89 | 4     |
| 0     | 80 a 84 | 4     |
| 8     | 75 a 79 | 8     |
| 4     | 70 a 74 | 12    |
| 16    | 65 a 69 | 8     |
| 8     | 60 a 64 | 12    |
| 4     | 55 a 59 | 16    |
| 12    | 50 a 54 | 4     |
| 20    | 45 a 49 | 16    |
| 12    | 40 a 44 | 16    |
| 12    | 35 a 39 | 20    |
| 16    | 30 a 34 | 8     |
| 0     | 25 a 29 | 8     |
| 8     | 20 a 24 | 20    |
| 12    | 15 a 19 | 20    |
| 20    | 10 a 14 | 20    |
| 16    | 5 a 9   | 0     |
| 4     | 0 a 4   | 4     |

## Economia
El 2007 la població en edat de treballar era de 247 persones, 186 eren actives i 61 eren inactives. De les 186 persones actives 176 estaven ocupades (100 homes i 76 dones) i 10 estaven aturades (3 homes i 7 dones). De les 61 persones inactives 24 estaven jubilades, 22 estaven estudiant i 15 estaven classificades com a «altres inactius».

### Ingressos
El 2009 a Aubréville hi havia 167 unitats fiscals que integraven 417 persones, la mediana anual d'ingressos fiscals per persona era de 17.046 €.

### Activitats econòmiques
Dels 8 establiments que hi havia el 2007, 3 eren d'empreses de construcció, 1 d'una empresa de comerç i reparació d'automòbils, 1 d'una empresa de transport, 1 d'una empresa d'hostatgeria i restauració, 1 d'una empresa de serveis i 1 d'una empresa classificada com a «altres activitats de serveis».
Dels 2 establiments de servei als particulars que hi havia el 2009, 1 era una oficina de correu i 1 paleta.
L'any 2000 a Aubréville hi havia 9 explotacions agrícoles.

## Equipaments sanitaris i escolars
El 2009 hi havia una escola elemental integrada dins d'un grup escolar amb les comunes properes formant una escola dispersa.

## Poblacions més properes
El següent diagrama mostra les poblacions més properes.